# The Cabinet

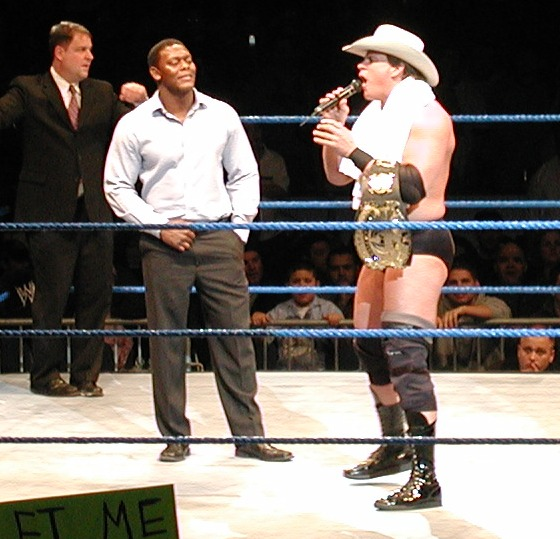
Os dois principais membros da Cabinet: Orlando Jordan e John "Bradshaw Layfield.

A The Cabinet foi um stable heel de wrestling profissional, que fez parte da WWE, na brand SmackDown. Foi criada por John "Bradshaw Layfield em 2004 após ele conquistar o WWE Championship. Além de JBL, faziam parte da The Cabniet Orlando Jordan, Amy Weber, Basham Brothers (Doug e Danny) e Jillian Hall. O grupo se separou em 26 de maio de 2006.

## Títulos e prêmios
- WWE Championship (1 vez) - John "Bradshaw" Layfield
- WWE United States Championship (1 vez) - Orlando Jordan
- WWE Tag Team Championship (1 vez) - The Basham Brothers